# クアラナム国際空港
クアラナム国際空港 （クアラナムこくさいくうこう、インドネシア語 : Bandar Udara Internasional Kuala Namu、英語 : Kuala Namu International Airport） は、インドネシアの北スマトラ州メダン近郊にある国際空港である。

## 概要
メダン市内にはポロニア国際空港があるが、航空需要の増加に伴い本空港が建設され、2013年7月に開港した。メダン市内から北東に約30km離れたデリ・スルダン県にある。

## 就航航空会社と就航都市
ポロニア国際空港に就航していた民間定期便がすべて移転した。

### 国際線
| 航空会社                   | 就航地                                                                                              |
| -------------------------- | --------------------------------------------------------------------------------------------------- |
| ガルーダ・インドネシア航空 | ペナン国際空港（ペナン）                                                                            |
| インドネシア・エアアジア   | クアラルンプール国際空港（クアラルンプール）、 ドンムアン空港（バンコク）、ペナン国際空港（ペナン） |
| ライオン・エア             | ペナン国際空港（ペナン）                                                                            |
| スリウィジャヤ航空         | ペナン国際空港（ペナン）                                                                            |
| ウイングス・エア           | ペナン国際空港（ペナン）                                                                            |
| バティク・エア             | クアラルンプール国際空港（クアラルンプール）、チェンナイ国際空港                                    |
| マレーシア航空             | クアラルンプール国際空港（クアラルンプール）                                                        |
| エアアジア                 | クアラルンプール国際空港（クアラルンプール）、ペナン国際空港（ペナン）                              |
| シルクエアー               | シンガポール・チャンギ国際空港（シンガポール）                                                      |
| ジェットスター・アジア航空 | シンガポール・チャンギ国際空港（シンガポール）                                                      |
| キャセイドラゴン航空       | 香港国際空港（香港）（2018年10月29日より就航）                                                      |

### 国内線
| 航空会社                   | 就航地 |
| -------------------------- | --- |
| ガルーダ・インドネシア航空 | スカルノ・ハッタ国際空港（ジャカルタ）、スルタン・ムハンマド・バダルディン2世国際空港（パレンバン）、スルタン・シャリフ・カシム2世国際空港（プカンバル）、ミナンカバウ国際空港（パダン）、バンダ・アチェ、ハン・ナディム国際空港（バタム） |
| インドネシア・エアアジア   | スカルノ・ハッタ国際空港（ジャカルタ）、アジスチプト国際空港（ジョグジャカルタ特別州）、スルタン・ムハンマド・バダルディン2世国際空港（パレンバン）                                                                                        |
| ライオン・エア             | スカルノ・ハッタ国際空港（ジャカルタ）、フセイン・サストラネガラ空港（バンドン）、ジュアンダ国際空港（スラバヤ）、ペカンバル、バンダ・アチェ、ハン・ナディム国際空港（バタム）                                                             |
| シティリンク               | ハリム・ペルダナクスマ国際空港（ジャカルタ）、ハン・ナディム国際空港（バタム） |
| スリウィジャヤ航空         | スカルノ・ハッタ国際空港（ジャカルタ）、スルタン・シャリフ・カシム2世国際空港（プカンバル）、ミナンカバウ国際空港（パダン）、バンダ・アチェ、ハン・ナディム国際空港（バタム）                                                              |
| ウイングス・エア           | Gunungsitoli, Meulaboh, Padang Sidempuan |

## アクセス
- 鉄道(Railink) メダン駅まで37分、100,000ルピア、1日18往復
- バス DAMRI社によって運行されている。
  - Plaza Medan Fair まで60分、15,000ルピア
  - Amplasバスターミナルまで45分、10,000ルピア
- タクシー
  - Bluebird, Express, Karsa, Bengawan, Trans Nice の各社が運行している。170,000ルピア～